# Gaußsche Summe
Die Gaußsche Summe, Gaußsumme oder Gauß-Summe (nicht zu verwechseln mit der gaußschen Summenformel) ist ein bestimmter Typ einer endlichen Summe von Einheitswurzeln, typischerweise
{\displaystyle G(\chi ):=G(\chi ,\psi )=\sum _{r}\chi (r)\cdot \psi (r)}
Dabei geht die Summe über die Elemente {\displaystyle r} eines endlichen kommutativen Rings {\displaystyle R}, {\displaystyle \psi } ist ein Gruppenhomomorphismus der abelschen Gruppe {\displaystyle R^{+}} in den Einheitskreis und {\displaystyle \chi } ist ein Gruppenhomomorphismus der Einheitengruppe {\displaystyle R^{\times }} in den Einheitskreis, fortgesetzt (durch den Wert 0) auf Nichteinheiten.
Solche Summen sind in der Zahlentheorie allgegenwärtig. Sie finden z. B. Verwendung bei den funktionalen Gleichungen der Dirichletschen L-Funktion, wo für einen Dirichlet-Charakter {\displaystyle \chi } die Gleichung in der Beziehung zwischen {\displaystyle L(s,\chi )} und {\displaystyle L(1-s,\chi ^{*})} den Faktor
{\displaystyle {\frac {G(\chi )}{|G(\chi )|}}}
verwendet, wobei {\displaystyle \chi ^{*}} die komplex Konjugierte von {\displaystyle \chi } ist.
Ursprünglich betrachtete Carl Friedrich Gauß die quadratische Gaußsche Summe mit {\displaystyle R} als einem Restklassenkörper modulo einer ungeraden Primzahl {\displaystyle p} und {\displaystyle \chi } als Legendre-Symbol, dem quadratischen Restklassencharakter modulo {\displaystyle p}. Gauß bewies, dass {\displaystyle G(\chi )={\sqrt {p}}} oder {\displaystyle G(\chi )=i{\sqrt {p}}} gilt, je nachdem, ob {\displaystyle p} kongruent zu 1 oder 3 modulo 4 ist.
Eine alternative Form dieser Gaußschen Summe ist:
{\displaystyle \sum _{r=0}^{p-1}e^{{\frac {2\pi i}{p}}r^{2}}}
Quadratische Gaußsche Summen sind mit der Theorie der Thetafunktionen eng verbunden.
Die allgemeine Theorie der Gaußschen Summen wurde im frühen 19. Jahrhundert, unter Verwendung der Jacobi-Summen und deren Primzahlenzerlegung in Kreisteilungskörpern, entwickelt. Summen über den Mengen, wo {\displaystyle \chi } einen bestimmten Wert annimmt, wenn der zugrundeliegende Ring der Restklassenring modulo einer ganzen Zahl {\displaystyle N} ist, werden durch die Theorie der Gaußschen Perioden beschrieben.
Der Absolutbetrag einer Gaußschen Summe wird üblicherweise als Anwendung des Satzes von Plancherel auf endlichen Gruppen benutzt. Im Fall, dass {\displaystyle R} ein Körper von {\displaystyle p} Elementen und {\displaystyle \chi } nichttrivial ist, ist dieser Betrag gleich {\displaystyle {\sqrt {p}}}. Die Bestimmung des eigentlichen Wertes von allgemeinen Gaußschen Summen aus dem Ergebnis von Gauß für den quadratischen Fall ist ein lange ungelöstes Problem. Für einige Fälle siehe Kummer-Summe.

## Referenzen
- Kenneth Ireland, Michael Rosen: A Classical Introduction to Modern Number Theory (= Graduate texts in mathematics. Bd. 84). 2nd edition. Springer-Verlag, New York u. a. 1990, ISBN 0-387-97329-X.
- Bruce C. Berndt, Ronald J. Evans, Kenneth S. Williams: Gauss and Jacobi Sums (= Canadian Mathematical Society series of monographs and advanced texts. Bd. 21 = A Wiley-interscience publication). Wiley, New York NY u. a. 1998, ISBN 0-471-12807-4.